# Großer Preis von Portugal 1959
Der Große Preis von Portugal 1959 (offiziell VIII Portuguese Grand Prix) fand am 23. August auf dem Circuito de Monsanto in Lissabon statt und war das siebte Rennen der Automobil-Weltmeisterschaft 1959.

## Berichte

### Hintergrund
Nachdem im Vorjahr der Große Preis von Portugal in Porto stattgefunden hatte, wurde 1959 ein Rennen auf dem Circuito de Monsanto ausgetragen. Das Sicherheitsniveau war wie beim Rennen zuvor auf der AVUS nur gering, sodass dieser Grand Prix das einzige Formel-1-Rennen auf der Strecke blieb; beim Großen Preis von Portugal 1960 wurde wieder in Porto gefahren. Die Strecke im Parque Florestal de Monsanto war schwierig, da sie aus verschiedenen Fahrbahnoberflächen bestand und teilweise über Straßenbahnschienen führte. Die Temperaturen am Rennwochenende waren sehr hoch, weshalb entschieden wurde abends zu fahren. Das Rennen wurde sehr spät gestartet und beim Zieleinlauf trat schon die Abenddämmerung ein.
Drei Rennen vor Saisonende waren beide Titel der Automobilmeisterschaft noch offen. Cooper lag in der Konstrukteursweltmeisterschaft knapp vor der Scuderia Ferrari, in der Fahrerwertung führte Cooper-Fahrer Jack Brabham vor Ferrari-Fahrer Tony Brooks. In den vorherigen Rennen waren die Wagen mit Frontmotor durch die für dieses Konzept günstigen Hochgeschwindigkeitsstrecken mehrfach überlegen, beim Großen Preis von Portugal begann jedoch eine Phase, in der sich das Heckmotorkonzept immer mehr etablierte und Siege der anderen Wagen selten wurden.
Neben Brabham fuhren Bruce McLaren und Masten Gregory bei Cooper. Für Gregory war es das letzte Rennen im Cooper-Werksteam. Wegen einer Verletzung konnte er an den letzten beiden Saisonrennen nicht teilnehmen und fuhr ab der nächsten Saison für verschiedene Teams mit privaten Wagen. Es gelang ihm später nicht, an die Erfolge der Automobilmeisterschaft 1959 anzuknüpfen. Ferrari startete mit nur drei Fahrzeugen, Cliff Allison pausierte für ein Rennen, neben Brooks fuhren noch Phil Hill und Dan Gurney. Bei B.R.M. kehrte Ron Flockhart nach einem Rennen Pause zurück und startete neben Harry Schell und Jo Bonnier. Auch Aston Martin nahm erneut am Rennen teil, die Fahrer für das Team waren Roy Salvadori und Carroll Shelby. Dies war das dritte von insgesamt vier Saisonrennen für Aston Martin. Drei Fahrer nahmen mit privaten Wagen teil. Für das Rob Walker Racing Team starteten erneut Stirling Moss und Maurice Trintignant. Die Scuderia Centro Sud meldete Mário de Araújo Cabral, den ersten portugiesischen Formel-1-Fahrer der Geschichte. Cabral debütierte bei diesem Rennen und nahm in den folgenden Jahren vereinzelt an weiteren Grand Prix teil.

### Training
Das Training wurde von den Cooper T51 dominiert, die Fahrer dieses Wagens machten die ersten vier Plätze aus. Das Rob Walker Racing Team duellierte sich dabei mit dem Cooper-Werksteam. Die Pole-Position erzielte Moss, Brabham qualifizierte sich mit zwei Sekunden Rückstand auf den zweiten Startplatz vor seinem Teamkollegen Gregory. Trintignant wurde Vierter. Für Moss war es die zweite Pole-Position der Saison, er stand bereits in Monaco auf dem ersten Startplatz. Für den Konstrukteur Cooper war es die dritte Pole-Position der Automobilmeisterschaft 1959.
Die schnellste Zeit der Frontmotorwagen erzielte Bonnier auf B.R.M. Mit dem fünften Platz lag er vor den beiden Ferraris von Gurney und Phil Hill. McLaren, Schell und Brooks komplettierten die ersten zehn. Aston Martin qualifizierte sich im hinteren Feld auf den Positionen zwölf und 13, der Abstand zur Zeit von Moss betrug mehr als zehn Sekunden. Cabral erreichte bei seinem Debüt Startplatz 14, vor den beiden Lotus-Fahrern Graham Hill und Innes Ireland, die die letzten Plätze belegten.

### Rennen

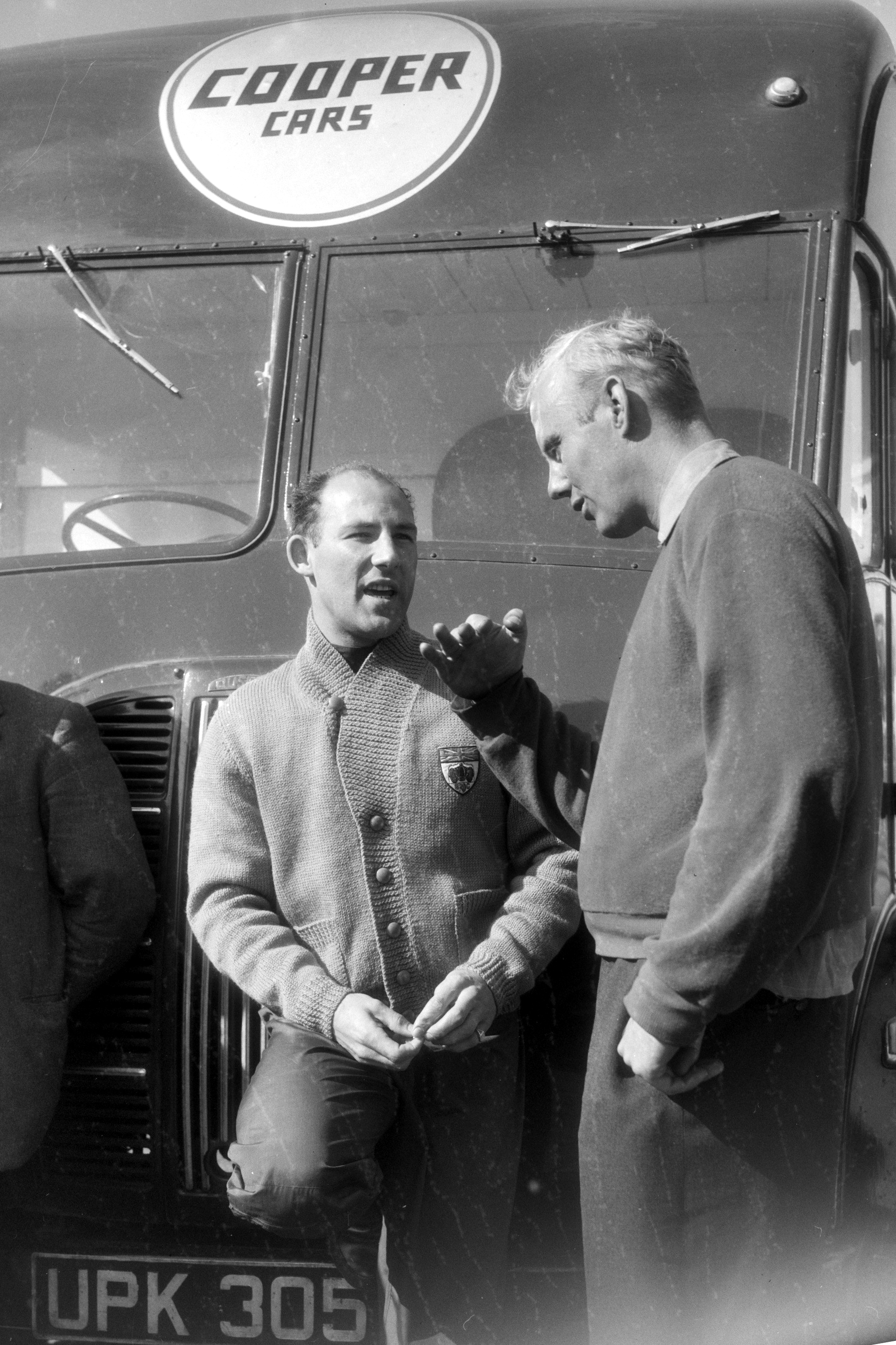
Stirling Moss (links) dominierte und erzielte einen Grand Slam, Foto Mai 1959

Nach dem Start behielt Moss die Führung und baute sich bereits in der ersten Rennrunde einen Vorsprung auf die Konkurrenz auf. Auch Brabham verteidigte seinen Startplatz und blieb Zweiter. Hinter ihm verbesserte sich McLaren vom achten Startplatz auf Position drei. Gregory verlor eine Position, blieb aber vor Gurney auf Ferrari, wodurch vier Cooper-Wagen die Spitze bildeten. Während Moss seinen Vorsprung auf Brabham kontinuierlich jede Runde vergrößerte, waren die Positionskämpfe dahinter vor allem durch Unfälle und technische Defekte geprägt. Ireland schied bereits nach drei Runden mit Getriebeschaden aus. Phil Hill drehte sich und kam an die Box, um seinen Wagen auf Beschädigungen kontrollieren zu lassen. Als er wieder auf der Strecke war, drehte sich Graham Hill im zweiten Lotus und rammte dabei Phil Hill. Beide blieben unverletzt, für beide Fahrer und somit auch für Lotus war das Rennen jedoch beendet. In Runde zehn schied außerdem Bonnier mit Motorschaden aus.
Ein schwerer Unfall ereignete sich anschließend in Runde 23. Beim Versuch, den bereits zweimal überrundeten Cabral zu überholen, drehte sich der Zweitplatzierte Brabham von der Strecke und kollidierte mit einem Telegrafenmast. Der Wagen überschlug sich und Brabham wurde aus dem Fahrzeug geschleudert. Der nachfolgende Gregory wich dem in der Fahrbahnmitte liegenden Brabham aus, der dadurch den Unfall unverletzt überstand. Brabham wurde zwar in ein örtliches Krankenhaus eingeliefert, jedoch einige Stunden später wieder entlassen. Der Ausfall gab Brooks die Chance, Punkte in der Fahrerwertung gegenüber seinem Kontrahenten aufzuholen, doch Motorstörungen, die während des ganzen Rennwochenendes auftraten, ließen ihn nicht die Punkteränge erreichen.
Gregory lag nach dem Unfall hinter Moss, dem es gelang das gesamte Fahrerfeld zu überrunden. McLaren wurde neuer Dritter, allerdings fiel er in Runde 38 mit einem technischen Defekt aus, wodurch Gurney auf Position drei vorrückte. Die Temperaturen waren zu diesem Zeitpunkt so hoch, dass beispielsweise der viertplatzierte Trintignant einen Boxenstopp einlegte, um sich kühles Wasser über den Kopf schütten zu lassen.
Moss dominierte den Rest des Rennens und überrundete bis auf Gregory und Gurney das gesamte Feld zweimal. Neben der Pole-Position und der schnellsten Rennrunde führte er jede Runde des Grand Prix an, somit gelang ihm ein Grand Slam. Moss war der fünfte Fahrer im siebten Rennen, dem ein Sieg gelang, für Cooper war es der dritte Saisonsieg. Gregory erreichte mit Platz zwei das beste Ergebnis seiner Karriere, allerdings war dies auch die letzte Podiumsplatzierung für ihn. Kurz vor Rennende verbremste sich Gurney und fuhr in das Heck von Trintignant. Beide Fahrer erreichten aber mit beschädigten Wagen das Ziel. Trintignant wurde Vierter, Schell erreichte mit Platz fünf das letzte Mal die Punkteränge. Erneut verfehlte Aston Martin knapp die Punkteplatzierungen, Salvadori wurde Sechster, Shelby Achter. Das Team verbesserte zwar die Zuverlässigkeit im Vergleich zu vorherigen Rennen, doch mit drei bzw. vier Runden Rückstand war der Wagen nicht konkurrenzfähig. Flockhart klassifizierte sich auf Platz sieben, Brooks wurde mit Motorproblemen nur Neunter. Cabral beendete sein Debüt mit sechs Runden Rückstand auf Rang zehn.
In der Fahrerwertung behielt Brabham vier Punkte Vorsprung auf Brooks, dahinter verbesserte sich Moss auf Position drei, mit neun Punkten Rückstand auf Brabham. Bei zwei verbleibenden Rennen hatten alle Fahrer mit mindestens zehn Punkten noch theoretische Chancen auf den Fahrertitel, Brabham hatte die Möglichkeit, bereits beim nächsten Rennen vorzeitig Weltmeister werden. Cooper baute den Vorsprung in der Konstrukteurswertung auf sechs Punkte vor Ferrari aus und konnte ebenfalls im vorletzten Saisonrennen vorzeitig den Titel gewinnen, Ferrari war der einzig verbliebene Konkurrent auf die Konstrukteursweltmeisterschaft.

## Meldeliste
| Team                     | Nr. | Fahrer                 | Chassis            | Motor               | Reifen |
| ------------------------ | --- | ---------------------- | ------------------ | ------------------- | ------ |
| Cooper Car Company       | 01  | Jack Brabham           | Cooper T51         | Climax 2.5 L4       | D      |
| Cooper Car Company       | 02  | Masten Gregory         | Cooper T51         | Climax 2.5 L4       | D      |
| Cooper Car Company       | 03  | Bruce McLaren          | Cooper T51         | Climax 2.5 L4       | D      |
| RRC Walker Racing Team   | 04  | Stirling Moss          | Cooper T51         | Climax 2.5 L4       | D      |
| RRC Walker Racing Team   | 05  | Maurice Trintignant    | Cooper T51         | Climax 2.5 L4       | D      |
| Owen Racing Organisation | 06  | Harry Schell           | BRM P25            | BRM 2.5 L4          | D      |
| Owen Racing Organisation | 07  | Jo Bonnier             | BRM P25            | BRM 2.5 L4          | D      |
| Owen Racing Organisation | 08  | Ron Flockhart          | BRM P25            | BRM 2.5 L4          | D      |
| David Brown Organisation | 09  | Carroll Shelby         | Aston Martin DBR4  | Aston Martin 2.5 L6 | A      |
| David Brown Organisation | 10  | Roy Salvadori          | Aston Martin DBR4  | Aston Martin 2.5 L6 | A      |
| Team Lotus               | 11  | Graham Hill            | Lotus 16           | Climax 2.5 L4       | D      |
| Team Lotus               | 12  | Innes Ireland          | Lotus 16           | Climax 2.5 L4       | D      |
| Scuderia Ferrari         | 14  | Tony Brooks            | Ferrari Dino 246F1 | Ferrari 2.4 V6      | D      |
| Scuderia Ferrari         | 15  | Phil Hill              | Ferrari Dino 246F1 | Ferrari 2.4 V6      | D      |
| Scuderia Ferrari         | 16  | Dan Gurney             | Ferrari Dino 246F1 | Ferrari 2.4 V6      | D      |
| Scuderia Centro Sud      | 18  | Mário de Araújo Cabral | Cooper T51         | Maserati 2.5 L4     | D      |

## Klassifikationen

### Startaufstellung
| Pos. | Fahrer                 | Konstrukteur    | Zeit   | Ø-Geschwindigkeit | Start |
| ---- | ---------------------- | --------------- | ------ | ----------------- | ----- |
| 01   | Stirling Moss          | Cooper-Climax   | 2:02,9 | 159,35 km/h       | 01    |
| 02   | Jack Brabham           | Cooper-Climax   | 2:04,9 | 156,80 km/h       | 02    |
| 03   | Masten Gregory         | Cooper-Climax   | 2:06,3 | 155,06 km/h       | 03    |
| 04   | Maurice Trintignant    | Cooper-Climax   | 2:07,4 | 153,72 km/h       | 04    |
| 05   | Jo Bonnier             | B.R.M.          | 2:07,9 | 153,12 km/h       | 05    |
| 06   | Dan Gurney             | Ferrari         | 2:08,0 | 153,00 km/h       | 06    |
| 07   | Phil Hill              | Ferrari         | 2:08,0 | 153,00 km/h       | 07    |
| 08   | Bruce McLaren          | Cooper-Climax   | 2:08,2 | 152,76 km/h       | 08    |
| 09   | Harry Schell           | B.R.M.          | 2:09,1 | 151,70 km/h       | 09    |
| 10   | Tony Brooks            | Ferrari         | 2:11,0 | 149,50 km/h       | 10    |
| 11   | Ron Flockhart          | B.R.M.          | 2:11,0 | 149,50 km/h       | 11    |
| 12   | Roy Salvadori          | Aston Martin    | 2:13,3 | 146,92 km/h       | 12    |
| 13   | Carroll Shelby         | Aston Martin    | 2:13,6 | 146,59 km/h       | 13    |
| 14   | Mário de Araújo Cabral | Cooper-Maserati | 2:15,3 | 144,75 km/h       | 14    |
| 15   | Graham Hill            | Lotus-Climax    | 2:15,6 | 144,43 km/h       | 15    |
| 16   | Innes Ireland          | Lotus-Climax    | 2:18,5 | 141,40 km/h       | 16    |

### Rennen
| Pos. | Fahrer                 | Konstrukteur    | Runden | Stopps | Zeit       | Start | Schnellste Runde |
| ---- | ---------------------- | --------------- | ------ | ------ | ---------- | ----- | ---------------- |
| 01   | Stirling Moss          | Cooper-Climax   | 62     |        | 2:11:55,41 | 01    | 2:05,07          |
| 02   | Masten Gregory         | Cooper-Climax   | 61     |        | + 1 Runde  | 03    | 2:07,33          |
| 03   | Dan Gurney             | Ferrari         | 61     |        | + 1 Runde  | 06    | 2:07,85          |
| 04   | Maurice Trintignant    | Cooper-Climax   | 60     |        | + 2 Runden | 04    | 2:08,05          |
| 05   | Harry Schell           | B.R.M.          | 59     |        | + 3 Runden | 09    | 2:11,37          |
| 06   | Roy Salvadori          | Aston Martin    | 59     |        | + 3 Runden | 12    | 2:12,56          |
| 07   | Ron Flockhart          | B.R.M.          | 59     |        | + 3 Runden | 11    | 2:10,17          |
| 08   | Carroll Shelby         | Aston Martin    | 58     |        | + 4 Runden | 13    | 2:14,99          |
| 09   | Tony Brooks            | Ferrari         | 57     |        | + 5 Runden | 10    | 2:11,55          |
| 10   | Mário de Araújo Cabral | Cooper-Maserati | 56     |        | + 6 Runden | 14    | 2:16,91          |
| –    | Bruce McLaren          | Cooper-Climax   | 38     |        | DNF        | 08    | 2:07,53          |
| –    | Jack Brabham           | Cooper-Climax   | 23     |        | DNF        | 02    | 2:06,98          |
| –    | Jo Bonnier             | B.R.M.          | 10     |        | DNF        | 05    | 2:13,17          |
| –    | Graham Hill            | Lotus-Climax    | 5      |        | DNF        | 15    | 2:12,40          |
| –    | Phil Hill              | Ferrari         | 5      |        | DNF        | 07    | 2:09,80          |
| –    | Innes Ireland          | Lotus-Climax    | 3      |        | DNF        | 16    | 2:31,43          |

## WM-Stände nach dem Rennen
Die ersten fünf des Rennens bekamen 8, 6, 4, 3, 2 Punkte. Der Fahrer mit der schnellsten Rennrunde erhielt zusätzlich 1 Punkt. Es zählten nur die fünf besten Ergebnisse aus acht Rennen. Streichresultate sind in Klammern gesetzt.

### Fahrerwertung
| Pos. | Fahrer              | Konstrukteur         | Punkte |
| ---- | ------------------- | -------------------- | ------ |
| 01   | Jack Brabham        | Cooper-Climax        | 27     |
| 02   | Tony Brooks         | Ferrari / Vanwall    | 23     |
| 03   | Stirling Moss       | Cooper-Climax        | 17,5   |
| 04   | Phil Hill           | Ferrari              | 13     |
| 05   | Maurice Trintignant | Cooper-Climax        | 12     |
| 06   | Masten Gregory      | Cooper-Climax        | 10     |
| 07   | Dan Gurney          | Ferrari              | 10     |
| 08   | Jo Bonnier          | B.R.M.               | 10     |
| 09   | Bruce McLaren       | Cooper-Climax        | 8,5    |
| 10   | Rodger Ward         | Watson-Offenhauser   | 8      |
| 11   | Jim Rathmann        | Watson-Offenhauser   | 6      |
| 12   | Harry Schell        | B.R.M.               | 5      |
| 13   | Johnny Thomson      | Lesovsky-Offenhauser | 5      |
| 14   | Tony Bettenhausen   | Eppery-Offenhauser   | 3      |
| 15   | Innes Ireland       | Lotus-Climax         | 3      |
| 16   | Olivier Gendebien   | Ferrari              | 3      |
| 17   | Paul Goldsmith      | Eppery-Offenhauser   | 2      |
| 18   | Jean Behra †        | Ferrari              | 2      |
| 19   | Ron Flockhart       | B.R.M.               | 0      |
| 20   | Alan Stacey         | Lotus-Climax         | 0      |

| Pos. | Fahrer                         | Konstrukteur                   | Punkte |
| ---- | ------------------------------ | ------------------------------ | ------ |
| 21   | Roy Salvadori                  | Cooper-Maserati / Aston Martin | 0      |
| 22   | Ian Burgess                    | Cooper-Maserati                | 0      |
| 23   | Giorgio Scarlatti              | Maserati                       | 0      |
| 24   | Carroll Shelby                 | Aston Martin                   | 0      |
| 25   | Graham Hill                    | Lotus-Climax                   | 0      |
| 26   | Carel Godin de Beaufort        | Porsche / Maserati             | 0      |
| 27   | Fritz d’Orey                   | Maserati                       | 0      |
| 28   | Mário de Araújo Cabral         | Cooper-Maserati                | 0      |
| 29   | Chris Bristow                  | Cooper-Borward                 | 0      |
| 30   | Henry Taylor                   | Cooper-Climax                  | 0      |
| 31   | Peter Ashdown                  | Cooper-Climax                  | 0      |
| 32   | Ivor Bueb                      | Cooper-Borward                 | 0      |
| –    | Cliff Allison                  | Ferrari                        | 0      |
| –    | Wolfgang Graf Berghe von Trips | Porsche                        | 0      |
| –    | Bruce Halford                  | Lotus-Climax                   | 0      |
| –    | Colin Davis                    | Cooper-Maserati                | 0      |
| –    | Jack Fairman                   | Cooper-Climax                  | 0      |
| –    | Hans Herrmann                  | B.R.M.                         | 0      |
| –    | David Piper                    | Lotus-Climax                   | 0      |
| –    | Brian Naylor                   | JBW-Maserati                   | 0      |

### Konstrukteurswertung
- Es zählten nur die fünf besten Ergebnisse aus acht Rennen. Streichresultate sind in Klammern gesetzt.
- Es zählte nur das Ergebnis des bestplatzierten Fahrzeugs eines Konstrukteurs.
- Beim Indianapolis 500 wurden keine Konstrukteurspunkte vergeben.

| Pos. | Konstrukteur  | Punkte  |
| ---- | ------------- | ------- |
| 01   | Cooper-Climax | 34 (37) |
| 02   | Ferrari       | 28      |
| 03   | B.R.M.        | 18      |
| 04   | Lotus-Climax  | 3       |
| 05   | Aston Martin  | 0       |

| Pos. | Konstrukteur | Punkte |
| ---- | ------------ | ------ |
| 06   | Maserati     | 0      |
| –    | Porsche      | 0      |
| –    | JBW-Maserati | 0      |
| –    | Vanwall      | 0      |